# Им Хаген (Радеформвальд)
Им Хаген (нем. Im Hagen) — отдельное небольшое поселение города Радеформвальд (район Обербергиш, административный округ Кёльн, земля Северный Рейн-Вестфалия, Германия).

## Положение и описание
Поселение Им-Хаген расположен на северо-запад от Радеформвальда недалеко от города. Другими соседними поселениями являются Унтерсте Мюле, Ляймхолер-Мюле и Нойенхаммер. Добраться до поселения можно через дорогу земельного значения Юльфе-Вуппертальштрассе (L 414) (Uelfe-Wuppertalstraße). Gjdjhjn на развязка в Юльфебаде.
В геологическом отношении поселение расположено на мощной Ремшайдской толще эмского яруса нижнего девона (возраст примерно 400 млн. лет). В то время здесь отлагались морские серо-голубые глины (ныне — глинистые сланцы), в последующем деформированные тектоническими движениями. Рельеф пересеченный, холмисты с отметками высот от 330 до 290 метров. С юга и запада поселение ограничено долиной реки Юльфе, а с севера долиной её притока Айштрингхаузер Бах. На восток располагается водораздельное пространство с постепенным повышением абсолютных отметок до 380 метров.
Природно-территориальный комплекс, на территории которого находится поселение «Им Хаген» — Высокая равнина Радеформвальда.

## История
Поселение впервые упоминается в документе 1315 года под названием «Граф Адольф VI фон Берг приобретает у Готтфрида фон Сайн свободное поместье». Документ сообщает в том числе и о хуторе Хагене (Hagene). В 1715 году поселение также внесено как «Фрайхоф» на карту серии Топография Дукатус Монтани.

## Политика и общество
Им-Хаген относится к муниципальному избирательному округу Радеформвальда 130 и в нём зарегистрирован как избирательный округ 131.

## Туризм
Через Им Хаген проложено несколько маркированных туристских маршрутов:
- Вальд-Вассер-Волле-Вандервег[нем.][10].
- Местные круговые пешеходные тропы A4 и A6
- Тухмахервег (Путь суконщика, Tuchmacherweg) — один из лучших туристских маршрутов Бергской земли (маршрут №1)[11].

## Старинный колёсный просёлок
К северу от Им Хагена находится старое углубление, ведущее в направлении Айстрингхаузена, и историческому шестиконечный перекрестку в направлении Ёнкфельда. Этот колёсный путь можно найти на карте местной администрации 1828 года.

## Галерея

Виды поселения Им Хаген
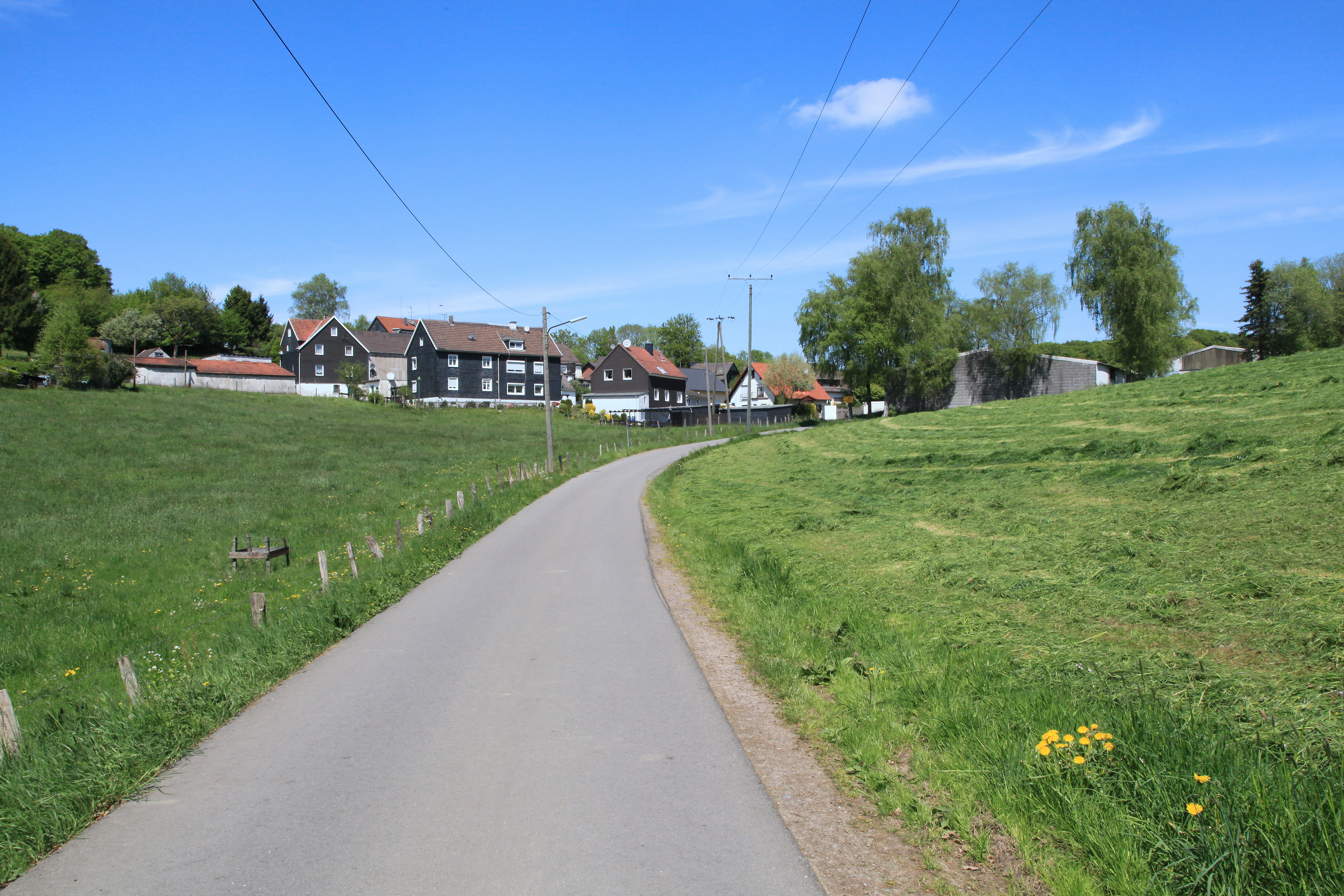
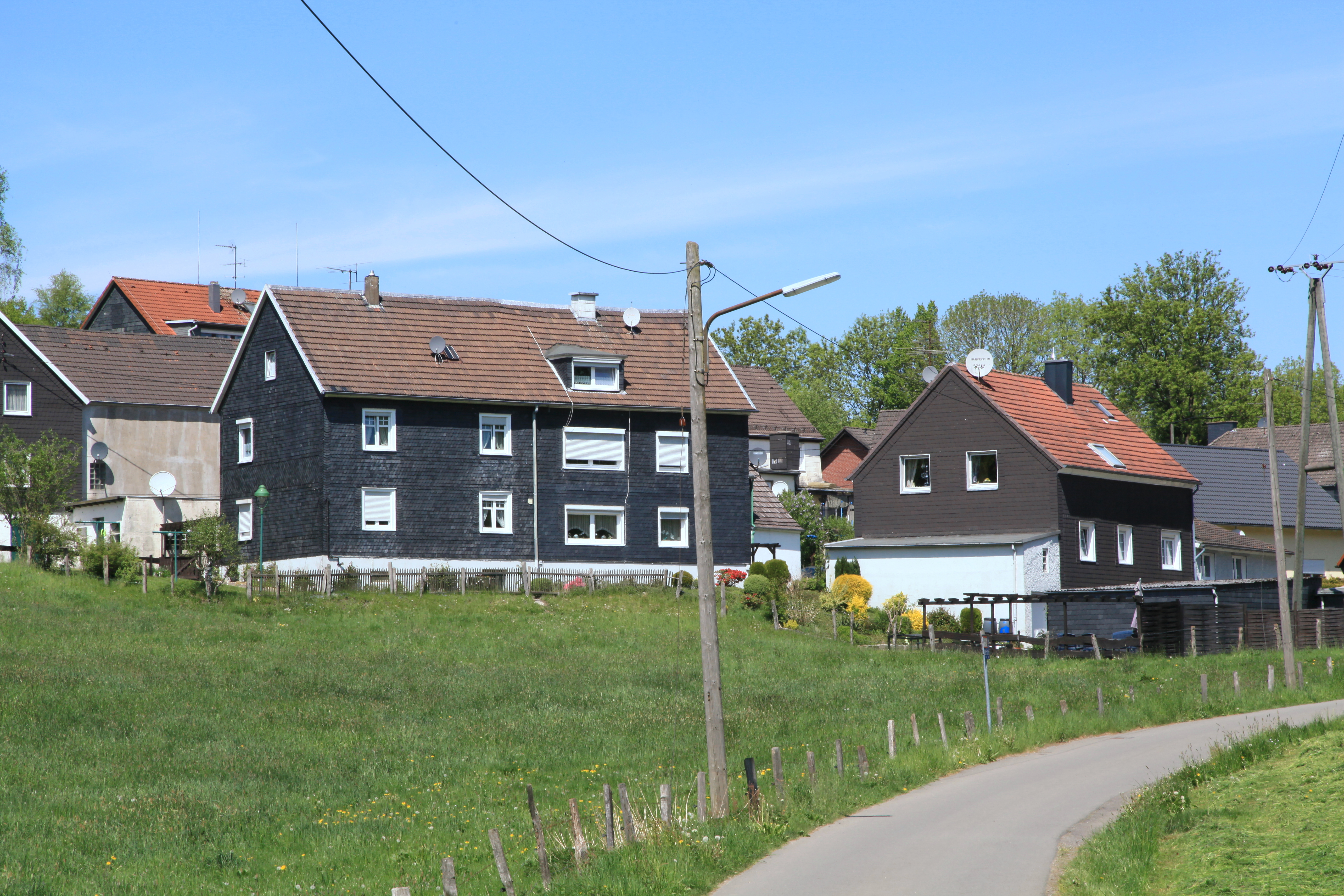
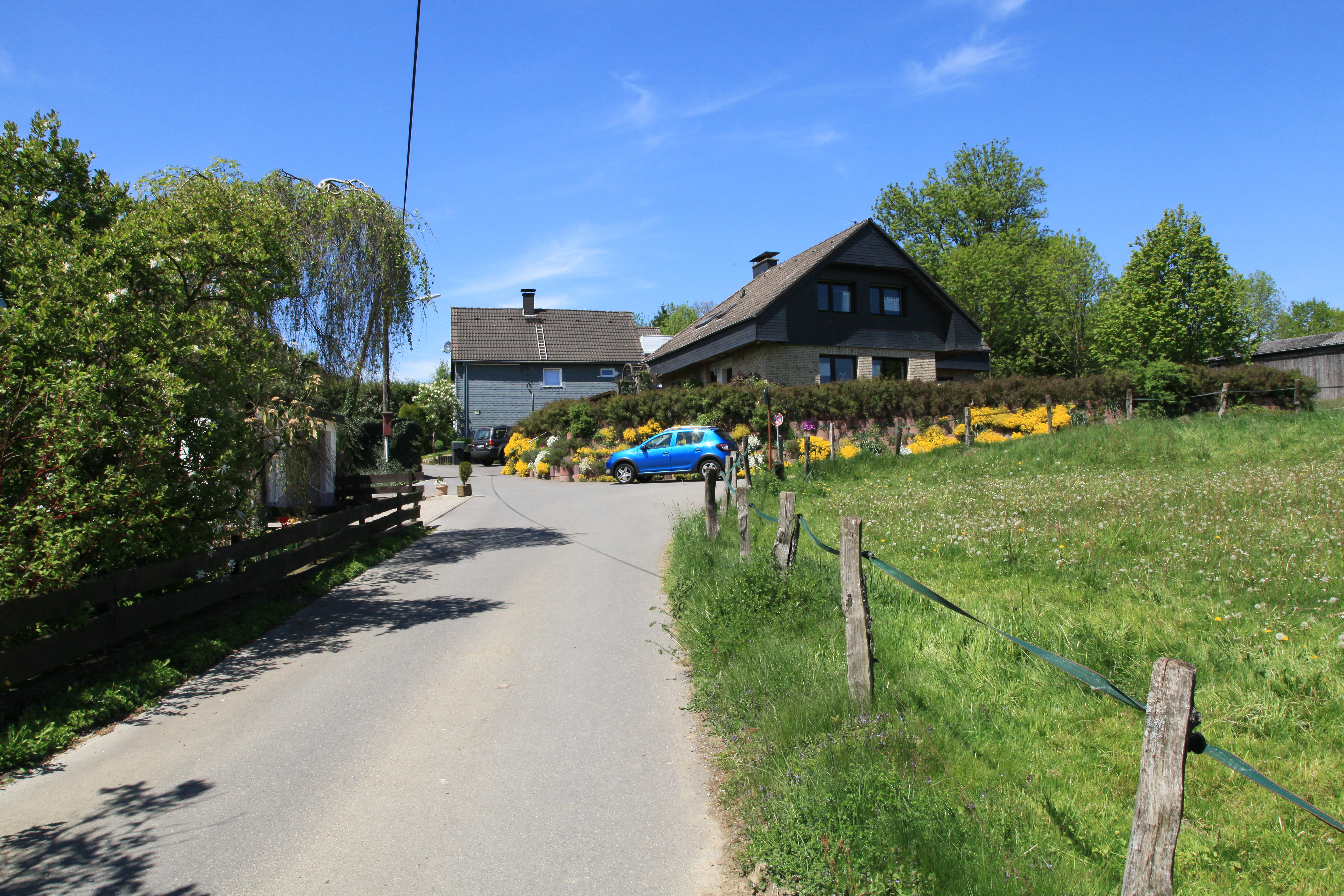
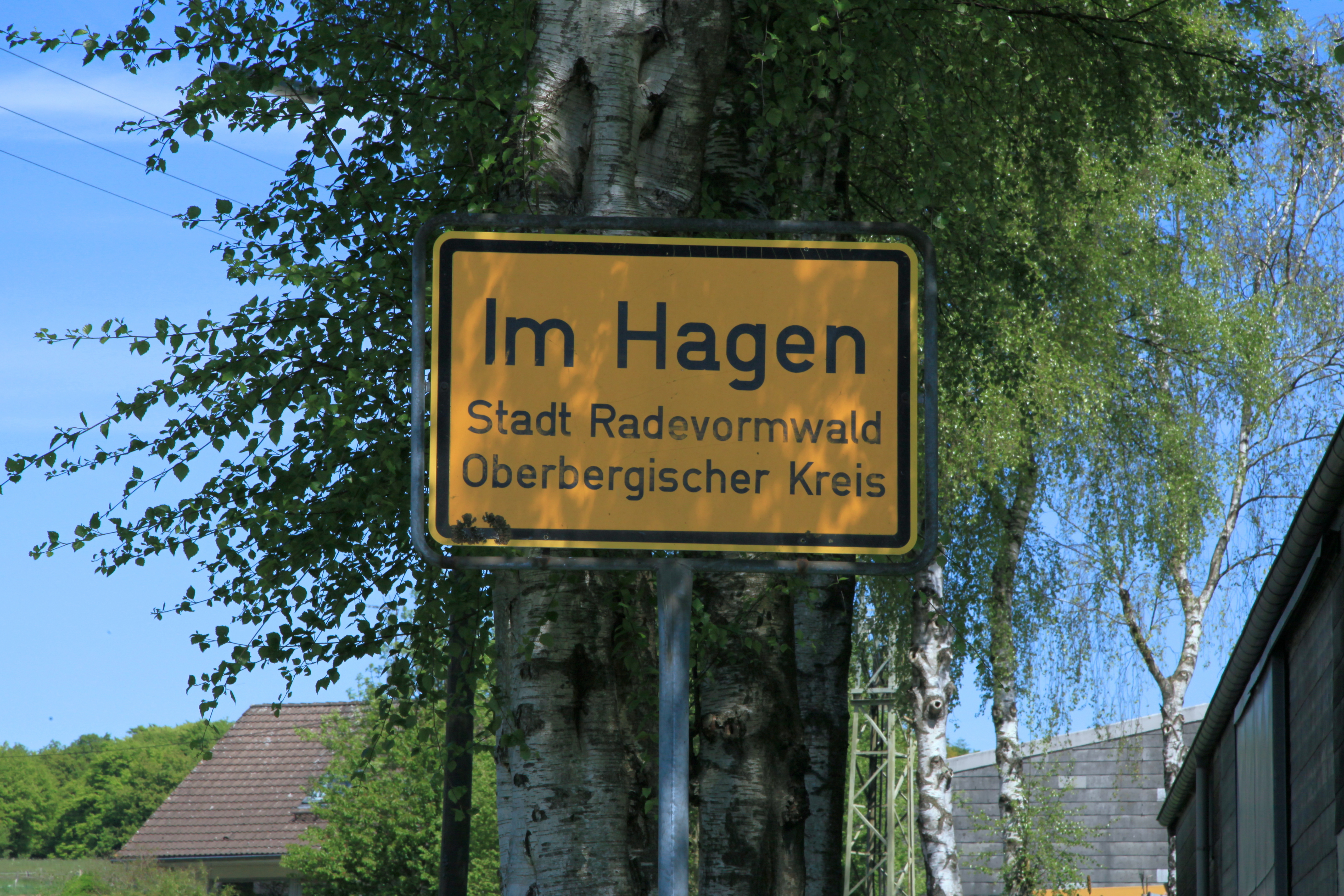
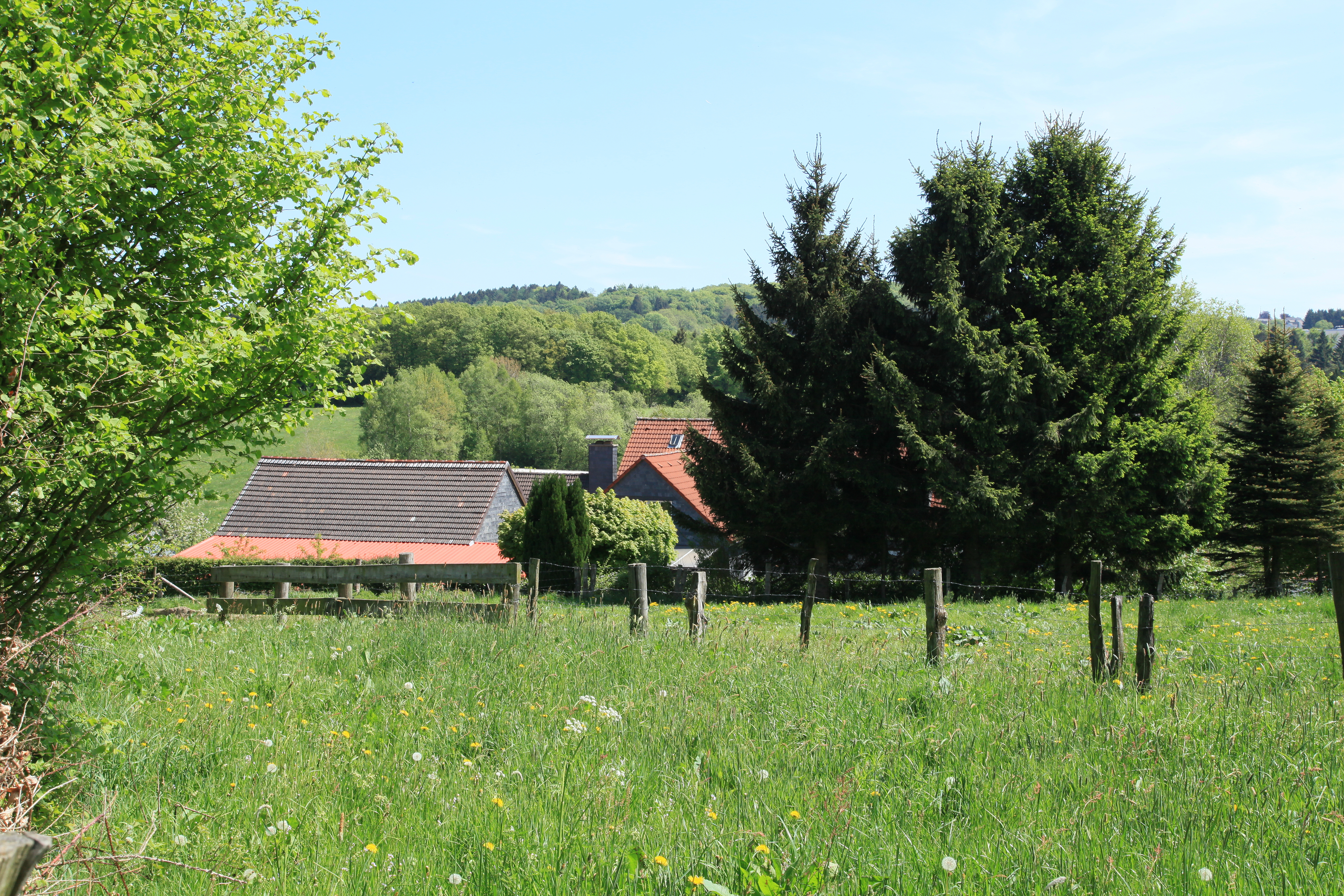